# Morsbach (Anlauter)
Der Morsbach ist ein über 5 km langer Bach der Frankenalb im Gebiet des Marktes Titting im oberbayerischen Landkreis Eichstätt.

## Geographie

### Verlauf
Der Morsbach entsteht auf etwa 477 m ü. NHN ca. 0,9 km nordwestlich von Morsbach im unteren Teil des Obermorsbacher Tals, das sich bergwärts noch einige Kilometer weiter als Trockental verfolgen lässt. Der Bach fließt zunächst südöstlich auf Morsbach zu und passiert dabei einen Teich am linken Ufer, der am Zulauf eines kurzen Trockentals von Großnottersdorf her liegt. In Morsbach mündet der ähnlich lange Esselbergbach mit ebenfalls langem trockenen Obertal aus dem Nordosten. Tal und Bach wenden sich dort auf gewundenen Südsüdostlauf. Zuletzt durchläuft der Morsbach Emsing, unterquert die Staatsstraße 2336 im Flusstal und fließt dann von links auf etwa 419 m ü. NHN der unteren Anlauter zu.
Der Morsbach mündet nach einem 5,2 km langen Lauf mit mittleren Sohlgefälle von rund 11 ‰ etwa 58 Höhenmeter unter seinem Ursprung.

### Einzugsgebiet
Der Bach entwässert ein 30,8 km² großes Gebiet, das naturräumlich zum Unterraum Anlauteralb der Südlichen Frankenalb gehört. Von seinem mit etwa 588 m ü. NHN höchsten Punkt an der Nordwestspitze nahe dem Flugplatz Thalmässing-Waizenhofen bis zur Mündung erstreckt es sich mit fast 9,5 km am längsten, quer dazu ist es fast 6 km breit. Weil der Untergrund stark verkarstet ist, gibt es darin nur die zwei genannten, dazu noch relativ kurzen offenen Wasserläufe, jedoch einige trockene Obertäler und Mulden. Auf der Hochfläche gibt es inselhaft wenig Wald, in der offenen Flur wird dort überwiegend Ackerbau betrieben, während an den Hängen der tieferen Taleinschnitte meist Wald steht und in den schmalen Talgründen das Grünland vorherrscht.
Die Gewässerläufe und der größte Teil des Einzugsgebietes liegen im Gebiet der Marktgemeinde Titting, doch im Norden hat auch der Markt Thalmässing und im Osten die Stadt Greding, die beide zum mittelfränkischen Landkreis Roth gehören, große Anteile an ihm.